# Klassefesten 2 - Begravelsen
Klassefesten 2 - Begravelsen er en dansk komediefilm fra 2014. Filmen har Nikolaj Kopernikus, Anders W. Berthelsen og Troels Lyby i hovedrollerne. Den er efterfølgeren til Klassefesten fra 2011. Filmen blev den næstmest sete i 2014. 

## Handling
Thomas skal giftes, og Andreas har arrangeret et brag af en polterabend.
Men et dødsfald under Thomas' polterabend sender de tre afsted på en bemærkelsesværdig tur mod en begravelse, de ikke bliver set særlig meget op til for. Speeddating, utroskab og nærdødsoplevelser kommer på spil.

## Medvirkende
Nikolaj Kopernikus, Anders W. Berthelsen og Troels Lyby genoptog deres roller fra den første film.

## Modtagelse
Filmen fik en lunken og blandet modtagelse af anmelderne, men alligevel havde mere end 210.000 mennesker set filmen efter den første uge, hvilket gjorde den til den fjerdebedste åbningsweekend for en dansk film i 10 år efter Klovn - The Movie, Kvinden i buret og Jagten. Jesper Olsen gav filmen på Filmmagasinet Ekko fire ud af seks stjerner. Jacob Wendt Jensen på Berlingske gav filmen fire ud af seks stjerner. Nanna Frank Rasmussen på Jyllands-Posten gav filmen fire ud af seks stjerner. Jan Eriksen fra BT gav filmen tre ud af seks stjerner.
Filmen blev den næstmest sete i 2014 lige efter Fasandræberne.